# Amici di... letti
Amici di... letti (Waking Up in Reno) è un film del 2002 diretto da Jordan Brady.

## Trama
Candy e Roy insieme ai loro amici Darlene e Lonnie, stanchi ed annoiati della vita nella loro vita a Little Rock, decidono di andare in vacanza a Reno. Durante il viaggio avranno grandi sorprese.